# Takafumi Ogura
Takafumi Ogura (* 6. červenec 1973) je bývalý japonský fotbalista.

## Klubová kariéra
Hrával za Nagoya Grampus Eight, Excelsior, JEF United Ichihara, Tokyo Verdy, Consadole Sapporo, Ventforet Kofu.

## Reprezentační kariéra
Takafumi Ogura odehrál za japonský národní tým v roce 1994 celkem 5 reprezentačních utkání.

## Statistiky
| Japonsko | Japonsko | Japonsko |
| Roky     | Záp.     | Góly     |
| -------- | -------- | -------- |
| 1994     | 5        | 1        |
| Celkem   | 5        | 1        |